# Cambarus setosus
Cambarus setosus är en kräftdjursart som beskrevs av Faxon 1889. Cambarus setosus ingår i släktet Cambarus och familjen Cambaridae. IUCN kategoriserar arten globalt som nära hotad. Inga underarter finns listade i Catalogue of Life.